# Лебрюн, Франсуаза
Франсуаза Лебрюн (фр. Françoise Lebrun; род. 18 августа 1944) — французская актриса и сценарист, особенно известна за свою роль Вероники в фильме «Мамочка и шлюха» Жана Эсташа. Награждена орденом Искусств и литературы II степени.

## Биография
Родилась 18 августа 1944 года.
Училась в парижском Институте политических исследований, подрабатывала в журналах Image et Son и Communications.
Снялась во многих фильмах, работала со многими режиссёрами, включая Жана Эсташа, Поля Веккьяли, Маргерит Дюрас и Люку Бельво.
Также озвучивала фильмы и работала на театральной сцене. Сняла среднеметражный фильм «Crazy Quilt», а также документальные фильмы, посвященные цирку — «L’Homme qui montait son chapiteau» и «Romanes cirque tzigane».
В октябре 2011 года, через 13 лет после того, как прекратила существование рок-группа Diabologum, выступила с этим коллективом с собственной постановкой на тему фильма «Мамочка и шлюха». Группа собралась специально для одного выступления.
Лебрюн является героиней документального фильма «Françoise Lebrun, les voies singulières» (2008).
Дочь Франсуазы Лебрюн — Клара (Clara Le Picard) — писательница, актриса, певица, режиссёр и сценограф.